# Herbert Zimmermann
Herbert Zimmermann (nascut de l'1 de juliol de 1954) és un exfutbolista alemany.